# Ceriana wulpii
Ceriana wulpii är en tvåvingeart som först beskrevs av Samuel Wendell Williston 1888.  Ceriana wulpii ingår i släktet griffelblomflugor, och familjen blomflugor. Inga underarter finns listade i Catalogue of Life.